# Sub-Região Terras de Sicó
É uma sub-região vinícola portuguesa criada em 1993, integrada na região Beira Atlântico, cuja certificação compete à Comissão Vitivinícola da Bairrada. 
Inserida em parte das Terras de Sicó, é centrada no Maciço da Serra de Sicó, compreendendo localidades do distrito de Coimbra (concelhos de Condeixa-a-Nova, Penela, Soure, e freguesia de Lamas (Miranda do Corvo) e distrito de Leiria (Alvaiázere, Ansião, freguesia de Aguda em Figueiró dos Vinhos, e freguesias de Abiul, Pelariga, Redinha e Vila Cã em Pombal).
São dominantes os solos de origem argilo-calcária onde as vinhas tradicionais de poda em taça coexistem com as vinhas modernas aramadas. 
Nas castas tintas predominam a Alfrocheiro Preto, Baga, Bastardo, Rufete, Tinta Roriz, Trincadeira, Touriga Nacional e nas brancas a Fernão Pires, Rabo de Ovelha, Arinto e Sercial. 
Os vinhos para serem comercializados têm de cumprir duas condições: necessitam um estágio mínimo de seis meses e a produção dos rosés realiza-se por meio de bica aberta (processo de vinificação com uvas sem pele) ou mediante uma ligeira curtimenta (fermenta-se o mosto em contacto com as uvas e o engaço).
É uma região ascensão, contando já com mais de uma dezena de produtores certificados.